# Palyeidodon obtusum
Palyeidodon obtusum è un mammifero notoungulato estinto, appartenente ai tossodonti. Visse nel Miocene medio (circa 17 - 14 milioni di anni fa) e i suoi resti fossili sono stati ritrovati in Sudamerica.

## Descrizione
Questo animale è noto per resti incompleti, sufficienti tuttavia a permettere una ricostruzione del suo aspetto. Palyeidodon doveva essere un grande animale, lungo oltre due metri, con un corpo voluminoso e una testa grande e massiccia. Palyeidodon era caratterizzato da una dentatura molto particolare, costituita da molari dalla corona particolarmente alta ma dalle radici aperte, e quindi fossero a crescita continua (denti ipselodonti). È possibile invece che i premolari avessero sì corone alte ma radici chiuse (denti ipsodonti).
Non era presente alcun diastema tra i denti consecutivi. Nei premolari, lo smalto era distribuito sulle superfici labiali e anterolinguali, mentre nei molari era presente labialmente, anteriormente e sulla superficie linguale del metalofo. A parte le notevoli differenze nella dentatura, Palyeidodon non doveva discostarsi molto nell'aspetto da altri tossodonti un poco più antichi, come Nesodon e Adinotherium.

## Classificazione
Palyeidodon era un membro piuttosto insolito della famiglia dei tossodontidi, un gruppo di notoungulati tossodonti dalle forme pesanti e dal corpo massiccio. In particolare, Palyeidodon è stato considerato un discendente di Nesodon, un parente di Trigodon o un arcaico rappresentante del gruppo più derivato della famiglia, costituita dai Toxodontinae (tra cui il ben noto Toxodon). In ogni caso, le ricerche più recenti indicano che Palyeidodon non era strettamente imparentato con Nesodon o Adinotherium, e sicuramente si trovava in una posizione filogenetica più derivata.
Palyeidodon obtusum venne descritto per la prima volta da Santiago Roth nel 1898, sulla base di resti fossili ritrovati in Argentina, in terreni risalenti al Miocene medio. Fossili attribuiti con qualche incertezza alla stessa specie o allo stesso genere sono stati ritrovati nella zona di Cerdas in Bolivia, nella provincia di Mendoza in Argentina e nell'altipiano di Arica in Cile.